# Zofia Sutorowska
Zofia Irena Sutorowska (ur. 16 września 1899 w Warszawie, zm. 30 sierpnia 1985 w Rabce) – polska nauczycielka i bibliotekarka, działaczka Polskiego Towarzystwa Tatrzańskiego, zasłużona dla Rabki i regionu.

## Życiorys
Była córką urzędnika handlowego Edwarda i Marianny Teresy z Kamockich. W latach 1909–1919 uczęszczała do Gimnazjum Żeńskiego przy pensji Marii Klary Ledworuskiej w Warszawie, egzamin dojrzałości zdając w 1919 ze stopniem celującym. W 1920 podjęła studia w zakresie historii i filologii romańskiej na Uniwersytecie Warszawskim, ukończone uzyskaniem dyplomu doktora filozofii 3 lipca 1926. Rozprawę doktorską Dyktat dokumentów Bolesława Wstydliwego przygotowała pod kierunkiem Jana Karola Kochanowskiego-Korwina. Jednocześnie studiowała w Instytucie Francuskim w Warszawie i Grenoble, a od 1922 bezpłatnie praktykowała w Bibliotece Uniwersyteckiej, zajmując się katalogowaniem zbiorów. W czerwcu 1926 przez miesiąc prowadziła prace katalogowe w Muzeum imienia Chałubińskiego w Zakopanem. Od 21 listopada 1929 legitymowała się dyplomem nauczyciela szkół średnich.
Od roku szkolnego 1926/1927 pracowała jako nauczycielka. Początkowo uczyła języka polskiego, historii i propedeutyki filozofii w Gimnazjum Żeńskim im. Królowej Korony Polskiej Sióstr Niepokalanek w Nowym Sączu, w 1928 przeniosła się do Rabki, gdzie została nauczycielką historii i języka francuskiego w Gimnazjum Sanatoryjnym pod wezwaniem św. Teresy. Lata 1930-1938 spędziła poza Rabką, do 1934 pracując w Gimnazjum i Seminarium Nauczycielskim Sióstr Zmartwychwstanek na warszawskim Żoliborzu, a przez kolejne cztery lata w Gimnazjum i Liceum Sióstr Nazaretanek w Częstochowie (pełniła tamże funkcję kierowniczą); w Rabce przebywała w miesiącach wakacyjnych. W 1938 osiedliła się w Rabce na stałe. Do wybuchu II wojny światowej pracowała w bibliotece Towarzystwa Szkoły Ludowej.
Od lat 20. XX wieku Sutorowska zaangażowana była w działalność w rabczańskim oddziale Polskiego Towarzystwa Tatrzańskiego. W grudniu 1927 uczestniczyła w spotkaniu założycielskim oddziału, obok ks. Jana Kantego Surowiaka (pierwszego prezesa), ks. Justyna Bulandy, Stanisława Dunin-Borkowskiego, Jerzego Czoponowskiego oraz Władysława Klempki. Szczególnie aktywna w sekcji etnograficznej, wspólnie z ks. Surowiakiem uczestniczyła w akcji gromadzenia eksponatów do tworzonego muzeum. W sierpniu 1929 wspólnie z Dunin-Borkowskim odbyła wyprawę do Poręby Wielkiej w celu uzyskania zgody Władysława Orkana na przyjęcie patronatu Podhalańskiego Muzeum Regionalnego; pisarz nie tylko zgodził się zostać patronem muzeum, ale i w nawiązaniu do planów etnografa krakowskiego Kazimierza Dobrowolskiego określił zasięg terytorialny działania przyszłej placówki.
W chwili wybuchu II wojny światowej Zofia Sutorowska przystąpiła do ratowania zbiorów bibliotecznych Towarzystwa Szkoły Ludowej, część z książek ukrywając u siebie, część u zaprzyjaźnionych i zaufanych osób. Włączyła się także niebawem do akcji tajnego nauczania. Namawiała do współpracy nauczycieli oraz przekonywała rodziców, by ich dzieci kontynuowały naukę szkolną w warunkach konspiracyjnych. Sama układała programy nauczania na poziomie szkoły podstawowej i średniej, a książki, w ramach popularnej "biblioteki wędrującej", dostarczała bezpośrednio do domów. W ten sposób za jej pośrednictwem w Rabce skorzystało z tajnego nauczania około 180 uczniów, a Sutorowska działała też w niedalekim Jordanowie, ucząc przedmiotów humanistycznych w konspiracyjnym liceum. Swoje działania prowadziła pod przykryciem obnośnego krawiectwa, usług cerowania i łatania odzieży oraz bielizny.
W styczniu 1945 uczestniczyła w pracach nad odnowieniem szkolnictwa w Rabce, a wiosną tegoż roku zasiadała w Nowym Targu w komisji weryfikującej świadectwa uzyskane w tajnym nauczaniu. Od 1945 była nauczycielką historii i francuskiego w Gimnazjum Ogólnokształcącym Jana Wieczorkowskiego. Zajmowała się także organizacją bibliotek w powiecie, by w 1949 przejść na stanowisko kierownika Biblioteki Gminnej w Rabce, późniejszej Biblioteki Miejskiej. W 1961 przeszła na emeryturę, ale nadal pracowała w bibliotece w wymiarze 1/2 etatu. Działała w szeregu organizacji społecznych; była członkinią komisji historycznej oddziału Polskiego Towarzystwa Turystyczno-Krajoznawczego w Rabce, członkinią Komisji Oświatowej Miejskiej Rady Narodowej, współzałożycielką oddziału Towarzystwa Opieki nad Zwierzętami.
Pod własnym nazwiskiem lub pseudonimem I.K. publikowała liczne artykuły w pismach „Ziemia”, „Oświata i Wychowanie”, „Stolica”, „Podhalanka”; większość z nich dotyczyła tematyki lokalnej. W okresie okupacji niemieckiej pisała pamiętnik, już po śmierci autorki opublikowany w „Tygodniku Podhalańskim” w 1993 (nr 11-23) w opracowaniu Bogdany Pilichowskiej.
Nie założyła rodziny. Zmarła w Rabce 30 sierpnia 1985, pochowana została na miejscowym cmentarzu przy ulicy Władysława Orkana.

## Odznaczenia
- Złota Odznaka ZNP
- Złota Odznaka Honorowa Polskiego Czerwonego Krzyża
- Złota Honorowa Odznaka PTTK
- Medal Komisji Edukacji Narodowej